# Abdolrahim Mousavi

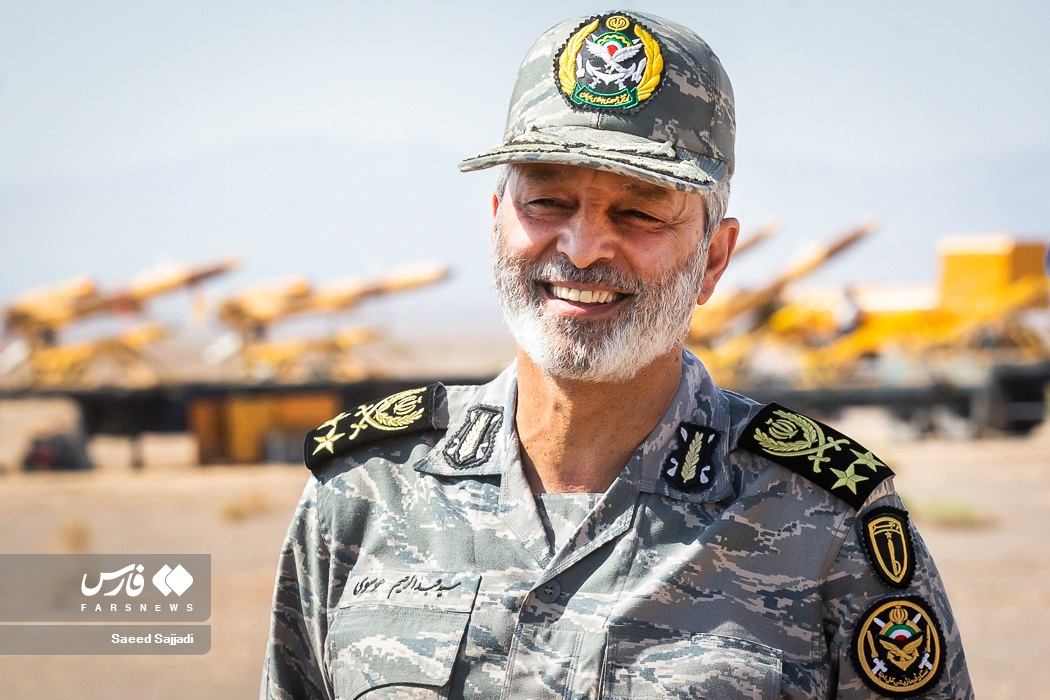
Abdolrahim Mousavi (2022)

Sayyid Abdolrahim Mousavi (persisch سید عبدالرحیم موسوی; * 1960 in Ghom) ist ein iranischer Generalmajor und Generalstabschef der Streitkräfte der Islamischen Republik Iran. Nachdem sein Vorgänger Mohammad Bagheri am 13. Juni 2025 bei einem gezielten Angriff der israelischen Luftwaffe bei der Operation Rising Lion auf das Hauptquartier der Revolutionsgarden getötet worden war, wurde Mousavi zu dessen Nachfolger ernannt.
Von 1999 bis 2005 war er Chef des Generalstabs der Bodentruppen. Von 2008 bis 2016 war er stellvertretender Oberbefehlshaber der iranischen Armee. Von 2016 bis 2017 war er stellvertretender Stabschef der iranischen Streitkräfte. 2017 wurde er vom Brigadegeneral zum Generalmajor befördert. Von August 2017 bis Juni 2025 war er Stabschef der Bodentruppen.